# Societatea „Cercul artistic”
Societatea „Cercul artistic” a fost o organizație cultural artistică al cărei scop principal a fost promovarea artelor în România. Ea s-a înființat în ziua de 1 aprilie 1890,  activitatea derulându-se pe parcursul al 57 de ani, până în anul 1947 când s-a desființat din cauza schimbării orânduirii sociale. Un rol important în conducerea societății l-a avut sculptorul Ion Georgescu, Ștefan Ionescu-Valbudea, Constantin Artachino, Carol Storck, G.D. Mirea, Constantin Aricescu, Alexandru Paraschivescu, Titus Alexandrescu.
Analizând activitatea Societății „Cercul artistic” pe parcursul a 57 de ani de existență, se constată că în perioada 1890 - 1900 ea a ocupat un rol de primă importanță în arta din România. Ea a coagulat împrejurul ei toți artiștii și prin autoritatea destul de precară pe care a exercitat-o, a reușit să stimuleze viața artistică. De asemenea, prin activitatea independentă pe care a făcut-o cu expozițiile specifice pe care le-a organizat, a contribuit la decizia pe care autoritățile statului au luat-o privind reactivarea Expozițiilor artiștilor în viață în anul 1894.
În decada 1900 - 1910, influența exercitată de „Cercul artistic” s-a redus semnificativ, devenind aproape nulă, cu toate că rândurile membrilor ei s-au primenit cu venirea unor artiști de mare valoare artistică, așa cum au fost Dimitrie Paciurea, Gabriel Popescu, etc.
După anul 1910, „Cercul artistic” a devenit un bastion al artei academice, fapt care a transformat organizația într-un adăpost al pictorilor care au susținut în artă, - programe și ideologii ale partidelor de extremă dreapta.

## Înființarea societății
Expoziția Universală de la Paris din anul 1889 la care a participat și România, a fost primită cu mare interes atât de industriași și moșieri, cât și de sculptorii și pictorii autohtoni, deoarece artele plastice erau deja o obișnuință culturală de reprezentare a delegațiilor prezente la astfel de evenimente internaționale. În ce privește participarea românească, nemulțumirile erau cvasiunanime vis-a-vis de expunerea nesatisfăcătoare a operelor artiștilor. 

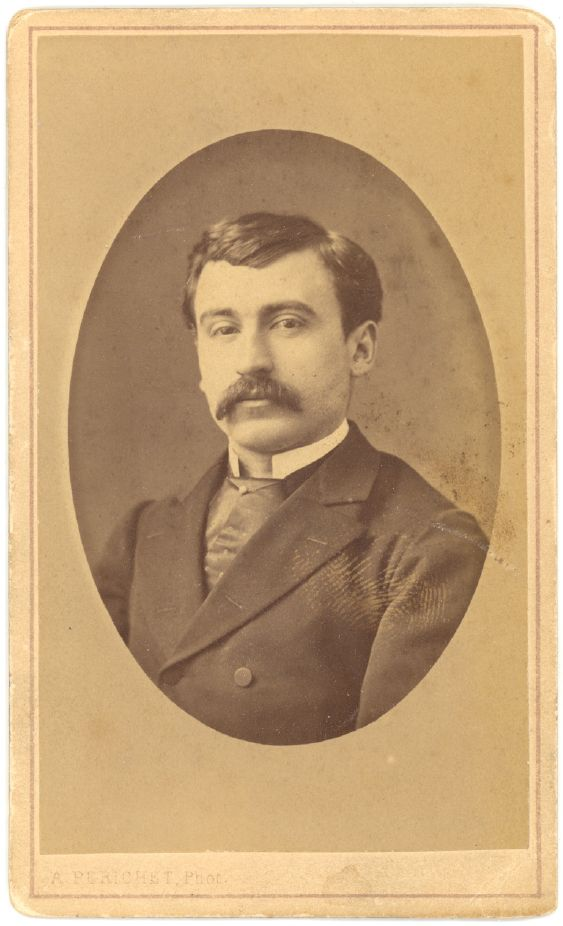
Ion Georgescu

Au apărut critici furioase la adresa organizatorilor care au triat exponatele și au nedreptățit pe unii și i-a părtinit pe alții. Criticile vizau nu numai persoanele ale căror lucrări nu au fost eligibile, ci chiar și pe artiștii participanți, dintre care unii chiar primiseră și recompense, așa cum au fost Ștefan Ionescu-Valbudea și Ion Georgescu care obținuseră medaliile de argint.
În marea polemică care s-a iscat pentru curmarea favoritismului clientelar al autorităților, artiștii plastici au început să avanseze fel și fel soluții. Ideea lui Ion Georgescu de a se înființa o societate artistică care să le apere interesele a primit sufragiile majorității nemulțumiților. Astfel, în data de 19 mai 1890 cei 46 de membri fondatori, la care s-au alipit și 18 membri onorifici, au votat regulamentul și statutele Societății „Cercul artistic” care se înființase deja în ziua de 1 aprilie 1890. Conform articolului 7 din statut și a listei nominale a fondatorilor, printre aceștia s-au numărat și cei mai talentați elevi ai Școlii de Belle-Arte din București.
Societatea avea scopurile și misiunile cu caracter general pe care le enunțaseră și organizațiile artistice precedente - Societatea Amicilor Bellelor-Arte și Cercul artistic literar Intim Club. Elocventă este „... dezvoltarea gustului artelor frumoase în țară, organizarea de expoziții și înființarea unei reviste”. Statutele aveau și stipulări cu caracter profesional ca „... Înlesnirea de mijloace de acțiune, împrumuturi societarilor și înființarea unui atelier în care să se predea cursuri și să se execute lucrări”, „... formarea unei biblioteci de specialitate”, precum și organizarea de „... excursii în comun prin localitățile însemnate din punct de vedere artistic”.

## Activități culturale

### Perioada de apogeu (1890-1900)

#### Primele trei expoziții - 1890, 1891 și 1893

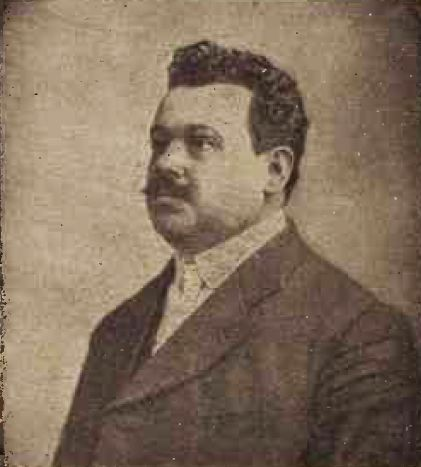
Titus Alexandrescu - președintele Cercului artistic - cca. 1925

În iarna anului 1890 a fost organizată o expoziție în sălile Ateneului Român. Au fost expuse pasteluri și desene, 27 de acuarele, 112 de picturi și 23 de sculpturi. Cronica plastică a ziarelor din acel an a considerat expoziția un adevărat succes.
Anul 1891 a însemnat pentru societate mai mult o perioadă de discuții și organizare. Din când în când s-a mai organizat câte un bal în scopul de atragere de fonduri. Așa a fost balul organizat în data de 5 februarie de către doamnele Theodor Aman, Stolojan și multe altele. În luna februarie 1892, Comitetul de conducere[A] a organizat la Ateneul Român o mare expoziție la care au fost prezente 170 de lucrări realizate de Ștefan Ionescu-Valbudea, Alpar (Alexandru Paraschivescu), Ion Georgescu, Nicolae Vermont, Dimitrie Serafim, Titus Alexandrescu, Ion Voinescu, Menelas Michel Simonidy, Constantin Pascali, G. Popescu, Kimon Loghi, Nicolae Grant, G. Romeo, Iacovencu, Constantin I. Luncanu, Ludovic Dolinschi și o oarecare domnișoară Nina.
Cum expoziția din anul 1891 s-a bucurat de atenția oficialităților, publicului și a presei, societatea a organizat în anul 1893 o nouă expoziție în același loc. Au fost aduse circa 400 de exponate ce erau prea numeroase pentru spațiul în care s-a organizat evenimentul. Astfel, organizatorii au selectat doar 150 de lucrări. Pe lângă artiștii selectați s-au mai alipit Constantin Aricescu și Ștefan Luchian, care conform comentariilor unui cronicar era „... un artist original ca colorit, deși nu prea înțeles". Chiar dacă participanții erau entuziaști, autoritățile au tratat manifestarea cu indiferență. Un comentator a menționat că pictorii stăteau la sfat între ei în sala de expoziție, fiind uimiți de lipsa de interes pe care publicul o arăta realizărilor lor. Practic, la această manifestare, Societatea „Cercul artistic” a primit prima lovitură și primul insucces de ordin moral și nu în ultimul rând financiar. La toate acestea, autoritățile statului au anunțat că începând din anul următor intenționau să organizeze expoziții anuale. Ca urmare, mulți pictori au ales să nu-i mai intereseze activitatea societății.
În fapt, insuccesul înregistrat a dus la dezbateri intense în rândul membrilor organizației care s-au materializat într-un nou statut ce s-a votat în data de 29 octombrie 1893 și la un nou Comitet de conducere.[B] Astfel, s-a scos din statut unele puncte importante așa cum erau  „... înlesnirea de mijloace de acțiune (ajutoare) societarilor" și „... organizarea de excursii colective prin localitățile pitorești". În acest fel, principala activitate a organizației a rămas deschiderea de expoziții. S-au diminuat numărul de membri din comitetul de conducere și s-a facilitat obținerea statutului de membru al societății. Constantin I. Stăncescu a devenit președinte de onoare al Cercului artistic.

##### Expoziția din anul 1890
Cronica artistică a menționat că la acest eveniment au participat:
Secțiunea de pictură:
- Juan Alpar - cu numeroase de tablouri cu peisaje și flori: Pe marginea bălții, Turma de oi și apusuri de soare.[6]
- Constantin Artachino - încă student la Belle-Arte din București, a expus o serie de studii: Interior de pădure, Trandafiri.[6]
- Pictorul Bănulescu - cu Portretul sculptorului Valbudea.[6]
- Pierre Bellet - a adus un tablou de mari dimensiuni (3x2m) - În serai.[6]
- Ion Georgescu - a avut o serie numeroasă de acuarele și o pictură în ulei intitulată Un țăran.[6]
- Nicolae Grant - cu acuarelele Prune și flori, Pepene, Cireși, Trandafiri tomnatici.[6]
- Ștefan Nestorescu - cu naturi moarte cu vânat și fructe.[6]
- Pictorul M. Spirescu - un Cap de turc și multe peisaje.[6]
- Gheorghe Tattarescu - a venit cu portrete din care s-a remarcat Magdalena.[6]
- Gheorghe Ionaid - cu portrete.[6]
- I. Vermont - cu tipuri românești și vederi din România și străine: Peisaj cu stâncă, Peisaj nocturn, La fântână, Cap de țăgancă din Rucăr, Moară din Râmnicu Vâlcea și Babă în biserică.[6]
- Eugen Voinescu - cu trei marine, remarcată fiind Furtună pe Marea Neagră.[6]
- Titus Alexandrescu - venit de curând de la Paris, a avut un nud de femeie denumit Isvorul din stâncă.[6]
- Constantin Pascali - cu două portrete realizate în tehnica pastelului.[6]
- Ludovic Dolinschi - a expus Portretul unei domnișoare.[6]
- mulți alții.[6]

Secțiunea de sculptură:
- Ion Georgescu - cu busturi din marmură, apreciate fiind Portretul dlui colonel Gheorghiu și cel al dnei Gheorghiu.[6]
- Carol Storck - a avut două busturi: Portretul colonelului Candiano-Popescu și Portretul profesorului Walch.[6]
- M. Sucher - bustul lui Tattarescu.[6]
- Ștefan Ionescu-Valbudea - a expus paisprezece sculpturi din marmură, teracotă și ghips, remarcate fiind  bustul din teracotă bronzată al lui Costică Niger și Copilul dormind.[6]
- George Vasilescu - proaspăt venit din Veneția, a expus două busturi din marmoră: Cap de marinar și Portretul dnei X.[6]

#### Expoziția a patra - 1894
În data de 1 mai 1894, autoritățile ce doreau să-și aproprieze breasla artiștilor din motive politice, au deschis Salonul oficial care a marcat reluarea Expozițiilor artiștilor în viață după o întrerupere de un deceniu. Participarea artiștilor nu a diminuat entuziasmul celor de la „Cercul artistic”. Ei au deschis în 1894 o expoziție. Ca urmare a polemicilor și fricțiunilor generate de modul clientelar de stabilire a achizițiilor statului și a celui de acordare a premiilor de la Salonul oficial, i-a determinat pe unii dintre membrii societății să ceară Comitetului de conducere, organizarea unei expoziții anuale. În opinia celor ce au propus această soluție, „Cercul artistic” își putea impune superioritatea în fața Salonului oficial și a celor care erau protejați de oficialii statului.

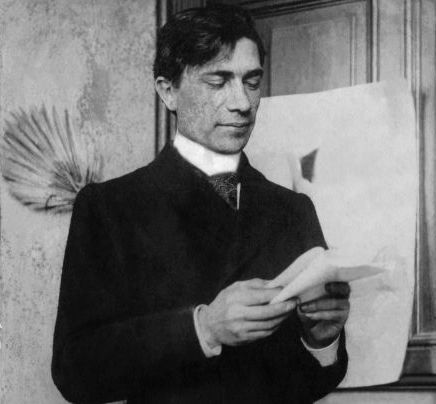
Ștefan Luchian

În data de 15 mai 1894, s-a organizat o loterie și, ca urmare a ei, în luna noiembrie 1894, „Cercul artistic” a organizat o nouă expoziție. Au participat 18 expozanți care au adus 122 de lucrări. Unul dintre ei a fost Ștefan Luchian. De remarcat este diferența dintre această expoziție și cea organizată la Salonul oficial. La ambele au participat aceiași artiști. Dacă la Salonul oficial au fost prezente portrete și tablouri cu subiecte din mitologie de factură academistă, la „Cercul artistic” s-au văzut scene de gen și peisaje de originalitate creativă.
Expoziția Cercului artistic din anul 1894 a fost un real succes prin comparație cu Salonul oficial. Ca urmare, Comitetul de conducere al organizației a dorit înfăptuirea unui alt punct din statut „... cursul de desen cu aplicație la artele plastice" care avea drept scop „... să dezvolte cunoștințele de desen și gustul artistic al artizanilor și amatorilor în general”. Cursul de desen a fost inaugurat în ziua de 17 aprilie 1895, în incinta clasei de desen a liceului Gheorghe Lazăr din București. Cursul se întindea pe o perioadă de un an de zile, la finele căruia se elibera un „certificat de capacitate”. Este de menționat faptul că mai exista în București concurența educațională a unui curs similar, ce se făcea la Școala de Belle-Arte la secțiunea de antic și domnișoare, precum și un curs privat de desen, foarte la modă în epocă, făcut de baroana Paini, ce era și ea o pictoriță ale cărei lucrări erau foarte apreciate de amatorii de artă.

#### Disensiunile lui Constantin I. Stăncescu - (1894-1896)
Activitatea expozițională a membrilor societății din anul 1894, a fost puternic tulburată de atitudinea directorului Școlii de Belle-Arte - Constantin I. Stăncescu. Cum Stăncescu era în același timp și președintele Cercului artistic, ales în anul 1893, el a organizat Salonul oficial în stilul său caracteristic. În calitate și de președinte al juriului expoziției, acesta și-a protejat favoriții, le-a admis lucrări slabe, le-a oferit panouri avantajoase de expunere dar mai ales, i-a premiat la Salon. 
Atitudinea lui Stăncescu a scindat membrii organizației în trei grupuri: simpatizanții și protejații acestuia, adversarii lui și moderații care căutau o cale de împăcare. Dezbaterile au fost lungi și furtunoase și, ca urmare, ele au dus aproape la desființarea Cercului artistic.

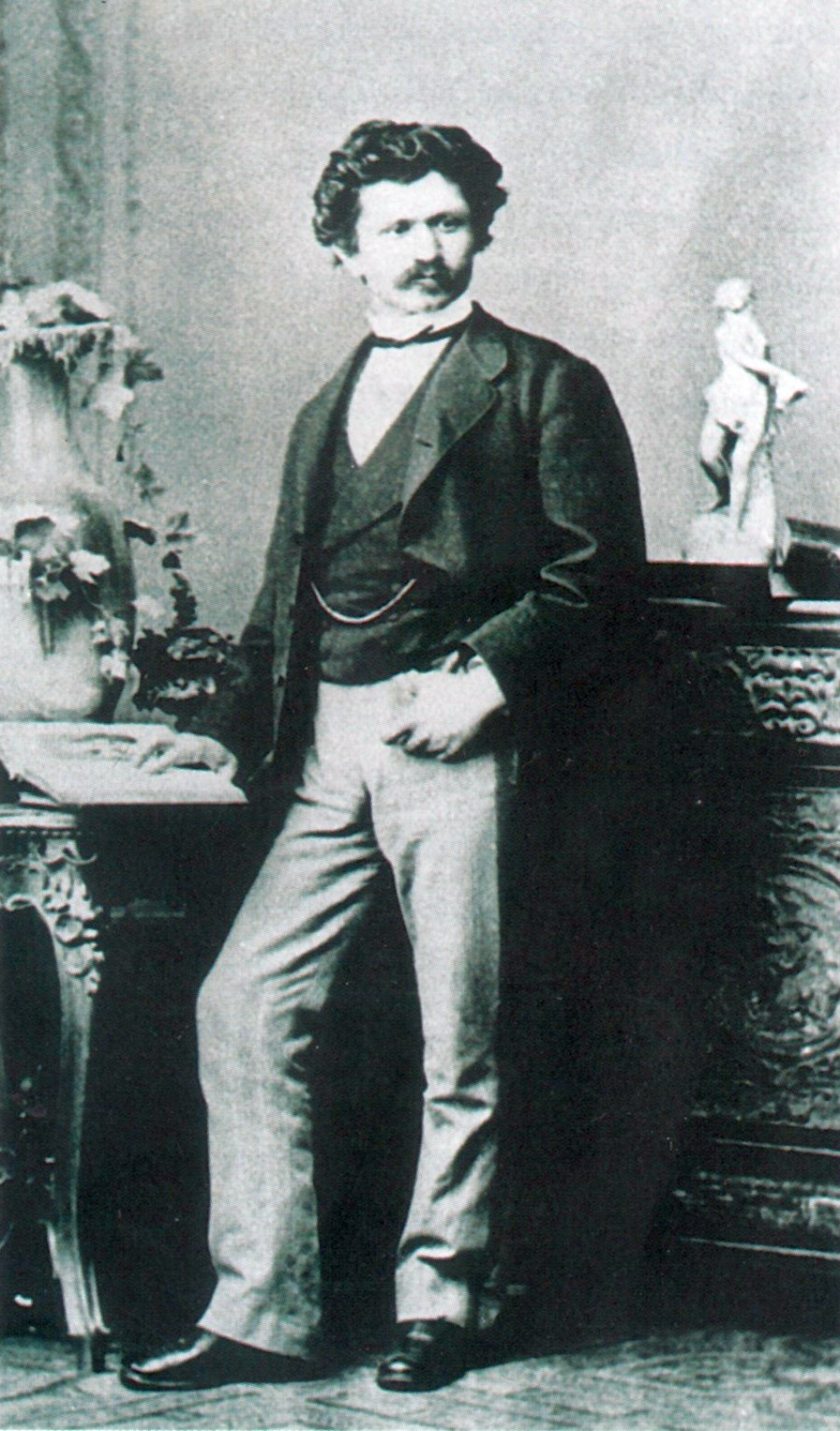
Constantin I. Stăncescu

Salvarea organizației i s-a datorat lui Ion Georgescu care era președinte executiv. El a reușit să întrunească într-un nou Comitet de conducere pe membrii fiecărui grup. Comitetul a devenit statutar în luna octombrie 1895.[C] Constantin I. Stăncescu a rămas în continuare președintele de onoare al societății și a fost cooptat arhitectul George Sterian ca membru de onoare și Ștefan Luchian ca vicepreședinte alături de Constantin Aricescu. Conflictul dintre părțile în dispută a fost aplanat, dar nu în totalitate și situația de pace nu a durat prea mult. Divergențele nu au aveau la bază doar atitudinea nedreaptă și foarte părtinitoare a lui Constantin Stăncescu. Totul izvora și din diferența dintre realizările plastice ale membrilor grupurilor aflate în polemică. Astfel, unii erau adepții academismului și-și luau tematicile din stilul idealizant și lipsit de viață al curentului și ceilalți care și-au căutat subiectele de inspirație în viața muncitorilor, țăranilor și a locurilor unde aceștia își duceau traiul de zi cu zi. Ultimii erau de fapt adepții plein-airismului.
O dată cu venirea anului 1896, în primele luni ale sale, a izbucnit un nou conflict între membrii societății. Stăncescu organiza în continuare Salonul oficial în același stil implacabil de sorginte clientelară, fapt pentru care adversarii lui dintre membrii Cercului artistic au propus ca artiștii organizației să nu participe la Expoziția artiștilor în viață din acel an. În propunerea lor, aceștia au specificat ca membrii să furnizeze exponate doar pentru expoziția Cercului artistic. În mod natural, partizanii lui Stăncescu au respins propunerea motivând că „Cercul artistic” nu ar mai trebui să cheltuiască fonduri pentru ca să deschidă o expoziție proprie, mai ales că Salonul oficial oferea recompense financiare și posibilitatea ca statul să le achiziționeze lucrările.
Moderații reprezentați de Carol Storck și Ion Georgescu, s-au pliat pe propunerea partizanilor lui Stăncescu deoarece ocupând funcții în instituțiile statului, nu au dorit să-și creeze probleme cu autoritățile. Astfel, adversarii lui Stăncescu au rămas în minoritate și au hotărât să nu participe la Salon și au deschis împreună „Expoziția Independenților".
În acest fel, Constantin I. Stăncescu a reușit din nou să dicteze după bunul plac la Salonul oficial. Faptul nu a rămas fără urmări. Grupul moderaților a rămas profund nemulțumit și, ca urmare, ei au propus Cercului artistic ca societatea să deschidă totuși o nouă expoziție care să le permită să expună lucrări spre vânzare. Demersul moderaților a avut efect și „Cercul artistic” a deschis în luna decembrie a anului 1896, expoziția societății la care au participat un număr foarte mic de membri, deoarece independenții au refuzat categoric să mai participe la manifestările organizației și partizanii lui Stăncescu s-au abținut. Expoziția a trecut neobservată, nu a trezit niciun sentiment de indignare sau de interes, ea a fost amintită în prea puține cronici laconice, sub formă de notițe, în presa timpului. Printre artiștii care au participat la eveniment au fost Alpar, Ion Georgescu, Dimitriu, Eugen Voinescu și Mărculescu. Cele mai interesante exponate au fost cele circa 40 de acuarele ale lui Ion Georgescu.

#### „Cercul artistic” și Societatea Ileana - 1897
Anul 1897 reprezintă în artele din România un moment cotitură, el fiind marcat de înființarea „Societății pentru dezvoltarea artelor în România — Ileana". „Cercul artistic” a primit o lovitură puternică prin faptul că dezidenților din societate, care erau adversarii declarați ai lui Constantin I. Stăncescu, li s-au alăturat și alti membri și au părăsit organizația pentru a se alătura Societății Ileana al cărei principal promotor a fost Ștefan Luchian.
Cei care au rămas, s-au hotărât să continue activitatea organizației printr-o mai mare participare în cadrul Cercului. Cu orgoliul rănit, aceștia au vrut să demonstreze celor de la Ileana viabilitatea propriei societăți și, ca urmare, au ales un nou Comitet de conducere[D] al cărui principal obiectiv imediat a fost organizarea unei noi expoziții. În perioada de organizare a acesteia, „Cercul artistic” a primit în luna noiembrie o delegație a Ilenei care a propus societății contopirea celor două entități. În urma unor lungi deliberări, membrii Cercului au fost de acord cu fuzionarea celor două societăți, dar numai în ce privește organizarea expozițiilor. Dorind să asigure o mână întinsă celor de la Ileana, Comitetul de conducere a invitat membrii Ilenei să participe la expoziția pe care tocmai o organizau. Membrii Societății Ileana au declinat propunerea Cercului și au anunțat că la începutul anului 1898 vor deschide o expoziție proprie.
Ca urmare a eșecului negocierilor de funzionare între Cerc și Societatea Ileana, membrii organizației s-au grăbit să deschidă expoziția. Așa se face că la finele lunii decembrie a avut loc vernisajul manifestării în clădirea societății din strada Enei nr. 10. S-a dovedit în scurt timp că întreaga manifestare artistică a fost un fiasco cu toate că a avut un oarecare succes de vânzări. Văzând reușita în vânzări, Comitetul a hotărât imediat, ca activitatea expozițională să devină una permanentă și ca urmare a decis închirierea unui spațiu în acest sens. O dată deschisă, cei mai importanți artiști care au participat cu lucrări au fost Sava Henția, Ion Georgescu, Constantin Pascali, Gheorghe Ioanide, Petre Serafim, Dimitrie Serafim, Carol Storck, Eugen Voinescu și Ștefan Ionescu-Valbudea.
Cum planul s-a izbit de realitățile acelor timpuri, speranța de vânzare nu s-a realizat. Au apelat imediat la un artificiu comun al epocii și anume, organizarea unei loterii. Nici aceasta nu a avut succesul scontat. Aflați în febrilitatea găsirii unor soluții de finanțare, în data de 27 mai 1898 a avut loc o ședință a Comitetului de conducere care a enunțat măsurile necesare deschiderii unei școli de modelaj, pictură, desen, caligrafie și xilografie. Cursurile școlii au început în ziua de 1 iulie 1898. Profesorii școlii au fost Eugen Voinescu, Ion Georgescu, Titus Alexandrescu, Carol Storck, Alpar, Ștefan Ionescu-Valbudea, Ion C. Petrescu, Iuliu Popp și alții.

### Perioada de regres - 1900-1910
Moartea subită a președintelui Ion Georgescu din anul 1898, a făcut ca vizibilitatea societății să intre într-un con de umbră pentru următorii ani. Noul Președinte al ei, Eugen Voinescu, ca și ceilalți președinți care i-au urmat nu au avut prestigiul și autoritatea predecesorului.
În ziua de 16 martie 1901 s-a ales noul Comitet de conducere care îngloba în structura sa atât membri consecvenți ai societății, cât și artiști reveniți de la Societatea Ileana. Consecvenții au fost nemulțumiți de rezultatul alegerilor deoarece au considerat că toate sarcinile societății trebuiau să le fie încredințate lor, ei fiind cei mai îndreptățiți să le preia datorită vechimii și renumelui lor în societate. Sprijiniți de președintele ales George Demetrescu-Mirea,[E] care avea tacit mână liberă din partea lor în luarea măsurilor de conducere fără a mai face apel la Comitet, consecvenții au făcut opoziție ascunsă activității Cercului artistic. Întreaga situație de fapt din organizație, a făcut ca cei care au revenit de la Ileana să facă demersuri cu privire la înființarea unei noi societăți care să-i reprezinte.

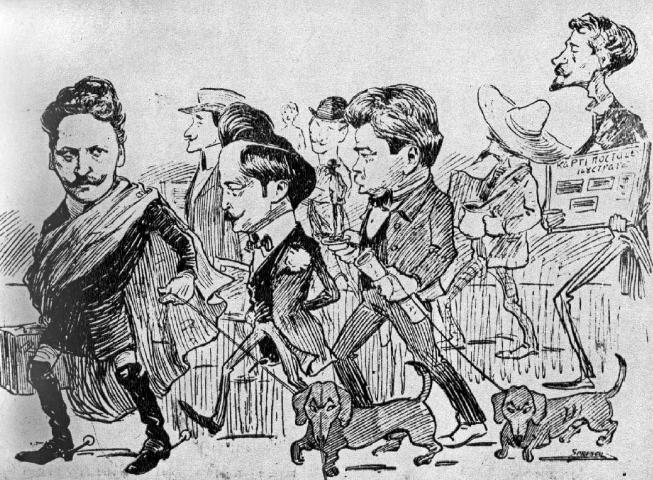
Caricatură cu membrii fondatori, de Nicolae Petrescu-Găină

La propunerea unor tineri artiști ce-și făceau studiile în Occident și care erau profund nemulțumiți de modul cum s-a prezentat România la Expoziția Universală de la Paris din anul 1900, s-a pus bazele Societății Tinerimea artistică care s-a înființat în ziua de 3 decembrie 1901.
La Tinerimea artistică s-au raliat cum era de așteptat o mulțime de membri ai Cercului artistic. Dezidenții au plecat și disputele a făcut ravagii. Cei care au rămas au adresat o cerere colectivă președintelui G.D. Mirea în care au cerut realizarea unei consfătuiri în care să se stabilească calea de urmat pentru viitor. Efectul ședinței care a avut loc, a fost organizarea unei expoziții la Ateneul Român. Comentariile din presă au fost foarte acide la adresa acestei manifestări, criticând-o în termenii cei mai aspri, menționând că la expoziția în cauză s-au adunat „... tot ce e mai nul în mișcarea noastră artistică" și că  actuala expoziție reprezintă ,,... tot ce putea da mai slab acest cerc în patenta sa slăbiciune".
Urmarea ultimei expoziții și a insuccesului de vânzări, a dus la încetarea activităților derulate de societate pentru o scurtă perioadă de timp. Cercul a mai organizat o expoziție în luna octombrie a anului 1903 care a fost tot un eșec.[F] Ca și când nu era suficient, expoziția pe care a făcut-o în anul 1905[G] a fost la fel. La acest ultim eveniment artistic, lucrările pe care le-au expus membrii fondatori Titus Alexandrescu, Constantin Aricescu, Dimitrie Serafim, Pan Ioanid, Emil Sperlich, N. Angelescu, Jean Neyles, Ludovic Basarab, etc., au fost de un nivel foarte scăzut și frizau amatorismul. Trecând de acest impas,[H] societatea a supraviețuit sub conducerea lui Titus Alexandrescu datorită legăturilor de prietenie și a viziunii artistice a membrilor ei. Mulți membri beneficiau de notorietatea pe care și-au câștigat-o cu premiile pe care le-au obținut la Saloanele oficiale folosindu-se de relațiile amicale cu unele autorități ale statului. Continuarea activității a beneficiat și de priza pe care artiștii o aveau la publicul și la amatorii de artă necultivați.
Societatea a mai organizat expoziții în luna iunie 1907 și luna octombrie 1910.

### Perioada de stagnare și incoerență culturală - (1911-1947)
În anul 1912, Carol Storck a fost ales ca președinte al „Cercului artistic”. Acesta a adus o înviorare a activităților oragnizației. El a reușit să organizeze expoziții regulate anuale, chiar dacă ele au ieșit din atenția cronicarilor și a presei. Evenimentele derulate de societate erau consemnate doar sporadic și doar în acele momente în care Societatea „Cercul artistic” trebuia dată ca exemplu de artă de proastă calitate. Excepție o făceau lucrările lui Dimitrie Paciurea, Gabriel Popescu, membri ai societății, și Ion Theodorescu-Sion, prezent doar de cîteva ori, după 1910, în expozițiile societății.
O dată cu alegerea ca președinte al Cercului a lui Ion Țincu, s-au atras noi cadre din rândurile bătrânilor obedienți ai academismului și a tinerilor lipsiți de orice talent. Astfel, societatea a fost propulsată  din nou după anul 1926. Expozițiile ei au devenit mai numeroase și artiștii participanți erau cel mai adesea pictorițele amatoare.
În anul 1932, la președinția societății a fost numit sculptorul Ion Iordănescu, fapt care a dus la o nouă epocă de înflorire a organizației. Cercul a coagulat în jurul lui numeroși artiști mediocri, dar și câțiva mai buni care aveau succes de vânzări în rândul amatorilor și al autorităților. Aceștia au adoptat într-un mod manifest în arta lor, ideile politicienilor de extremă dreapta. Această realitate a fost confirmată de expoziția pe care „Cercul artistic” a organizat-o în anul 1940 cu ocazia comemorării a 50 de ani de activitate în artele plastice din România.
„Cercul artistic” a devenit astfel, exponentul ideologiei cele mai reacționare. El a primit sprijinul oficialităților și a cercurilor politicienilor de extremă dreapta. În anul 1947, noua orânduire socială care s-a așezat în România a dus la încetarea definitivă a activității Societății „Cercul artistic”.

## Comitete de conducere
- A După constituirea organizației, primul comitet de conducere a fost următorul:[2][3] Președinte executiv - Ion Georgescu; Vicepreședinți - Ștefan Ionescu-Valbudea, Ion Bărbulescu și Ion Voinescu; Secretari - Alexandru Paraschivescu, V. Niculescu, G. Gr. Gorovei, Constantin Artachino; Membri - Ștefan Nestorescu, Athanase Constantinescu, Anton Constantinescu, Andrei Marian și Isidor Vermont; Casier - Dumitru Marinescu; Bibliotecar - Petre I. Ionescu.[3]
- B Un nou statut a fost votat la 29 octombrie 1893[8] și ca urmare noul comitet de conducere a avut doar 13 membri:[32] Președinte de onoare - Constantin I. Stăncescu; Președinte executiv - Ion Georgescu; Vicepreședinte - Ștefan Ionescu-Valbudea; Consilieri - Dimitrie Serafim, Ion Vermont, Titus Alexandrescu, Constantin Aricescu, Iuliu Popp, Constantin Pascali și Sava Henția; Casier - Carol Storck; Secretar - M. Gheorghiu; Bibliotecar - Petre I. Ionescu.[13]
- C În luna octombrie 1895 s-a ales un nou comitet de conducere:[33] Președinte de onoare - Constantin I. Stăncescu; Membru de onoare - George Sterian; Președinte executiv - Ion Georgescu; Vicepreședinți - Ștefan Luchian și Constantin Aricescu; Consilieri - Titus Alexandrescu și Iuliu Popp; Casier - Carol Storck; Secretar - Mihail Gheorghiu; Bibliotecar - Petre I. Ionescu.[14]
- D În anul 1897, cei care au hotărât să continuie activitatea Cercului artistic, au ales un nou comitet:[33] Președinte - Ion Georgescu; Vicepreședinți - Constantin Ciocârlan și Ștefan Ionescu-Valbudea; Consilieri - Alpar și Iuliu Popp; Casier - Carol Storck; Secretar - Mihail Gheorghiu; Bibliotecar - Petre I. Ionescu.[25]
- E În 16 martie 1901 a fost ales comitetul format din:[34] Președinte - George Demetrescu Mirea; Vicepreședinți - Alpar și Petre Antonescu; Consilieri - Ștefan Luchian, Costin Petrescu, Constantin Artachino; Casier - Carol Storck; Secretar - Mihail Gheorghiu.[26]
- F La 17 aprilie 1903 noul comitet de conducere, 15 membri, a fost ales cu următoarea componență:[33] Președinte - Dimitrie Serafim; Vicepreședinți - Titus Alexandrescu și W. Hegel; Consilieri - Constantin Aricescu și P. Serafim; Casier - Carol Storck; Secretar - Ion Gheorghiu; Bibliotecar - N. Angelescu.[27]
- G La 10 octombrie 1905 noul comitet de conducere, (10 membri), a fost ales cu următoarea componență:[33] Președinte - Dimitrie Serafim; Vicepreședinți - Constantin Aricescu, Emil Sperlich; Casier - Carol Storck; Secretar - Dimitrie Mihăilescu; Bibliotecar - N. Angelescu; Consilieri - Pan Ioanid, C. Gheorghiu.[27]
- H De la 29 ianuarie 1906 a fost ales un nou comitet de conducere: Președinte - Titus Alexandrescu; Vicepreședinte - V. Ștefănescu; Casier - Carol Storck; Secretar - D. Mihăilescu; Consilieri - Dimitrie Paciurea și Pan Ioanid.[27]

## Concluzii
Analizând activitatea Societății „Cercul artistic” pe parcursul a 57 de ani de existență, se constată că în perioada 1890 - 1900 ea a ocupat un rol de primă importanță în arta din România. Ea a coagulat împrejurul ei toți artiștii și prin autoritatea destul de precară pe care a exercitat-o, a reușit să stimuleze viața artistică. De asemenea, prin activitatea independentă pe care a făcut-o cu expozițiile specifice pe care le-a organizat, a contribuit la decizia pe care autoritățile statului au luat-o privind reactivarea Expozițiilor artiștilor în viață în anul 1894.
În decada 1900 - 1910, influența exercitată de „Cercul artistic” s-a redus semnificativ, devenind aproape nulă, cu toate că rândurile membrilor ei s-au primenit cu venirea unor artiști de mare valoare artistică, așa cum au fost Dimitrie Paciurea, Gabriel Popescu, etc.
După anul 1910, „Cercul artistic” a devenit un bastion al artei academice, fapt care a transformat organizația într-un adăpost al pictorilor care au susținut în artă - programe și ideologii ale partidelor de extremă dreapta.